# 坂下の磨崖仏
坂下の磨崖仏（さかしたのまがいぶつ）は、岐阜県中津川市坂下字・西方寺にある磨崖仏。「西方寺の大石仏」または「西方寺の阿弥陀様」とも呼ばれている。

## 歴史
字・西方寺にあるが、真言宗の西方寺跡の遺蹟とは無関係である。
高さ278センチメートル、巾290センチメートルの花崗岩に掘られた、高さ190センチメートルの磨崖仏である。
享保年間の中頃に、近くに住んでいた庄六良が、妻の病の回復祈願のため、そして集落の安全も含めて阿弥陀如来の作成を発願し、勧進のために近隣の村々を廻り寄進を募った。
当時、川上村に滞在していた堺の石工で仏師でもあった三宅六郎兵衛親子が率いる石工達に制作を請い願った。
再三の依頼に、三宅六郎兵衛親子は承諾し、川上川畔に露頭する巨石に彫刻したという記録がある。
阿弥陀如来を中心として、その前に、鶴亀地蔵と馬頭観音を伴う三尊像となっている。

阿弥陀如来像の右手には
施主 庄六良 謹造立
左手には、
仲冬 如意 良 辰日
と16ヶ村の村名と寄進者数が記されている。

左前に建つ鶴亀地蔵には、
享保十四 己酉 暮秋 如意日 願主 庄六良 謹造
と記され、
享保14年（1729年）9月に建立されたことがわかる。庄六良は、天明元年（1781年）に没している。
明治3年（1870年）から明治4年（1871年（にかけて、苗木藩の廃仏毀釈により、坂下村では寺院が廃され仏像は破却されたが、この磨崖仏は、土で覆われ、前に石垣を造られて隠された。
令和5年（2023年）8月に「坂下の磨崖仏」として中津川市の重要文化財に指定された。

## アクセス
- JR東海中央本線坂下駅より南東方向に約600m。